# Gottesmutter vom Pfälzer Hof
Die Gottesmutter vom Pfälzer Hof in Sinsheim im Rhein-Neckar-Kreis in Baden-Württemberg ist eine Marienfigur aus der Zeit des Rokoko, die sich im Lapidarium des Sinsheimer Stadtmuseums befindet. Die Figur hat ihren Namen vom einstigen Aufstellungsort am Pfälzer Hof, einem 1954 abgerissenen Gasthaus.

## Geschichte
In der reformierten Kurpfalz gab es ab der Regierungszeit von Kurfürst Philipp Wilhelm (1685–1690) zu Rekatholisierungsbestrebungen, die sich vor allem ab dem zweiten Viertel des 18. Jahrhunderts auch in katholischen Bildwerken im Bild der kurpfälzischen Orte niederschlugen. Hierzu zählt die Marienfigur an der Gebäudeecke des 1732/33 neu erbauten Amtshauses der Kellerei Hilsbach. Eine identische Statue wurde etwa zur selben Zeit in Sinsheim auf einer Säule stehend vor dem Gebäude an der Ecke Kirchtorstraße (spätere Bahnhofstraße)/Hauptstraße angebracht. Um 1745 folgten in Sinsheim dann noch vier Steinkreuze, von denen sich das größte an der Ostseite der evangelischen Stadtkirche erhalten hat.
Um 1750 ließ der Eigentümer des inzwischen zum Gasthaus Pfälzer Hof gewordenen Sinsheimer Eckhauses die Marienstatue in einer Nische an der Gebäudeecke aufstellen. Die Wirte des Pfälzer Hofs bis 1850 waren ausnahmslos katholisch. Im Lauf der Zeit ging das Wissen um die Identität der dargestellten Heiligen verloren und die Statue galt als Heilige Barbara, bis der katholische Stadtpfarrer Wilhelm Restle um 1920 zweifelsfrei bewies, dass es sich um die Gottesmutter handelt.
In der Nacht vom 12. auf den 13. Juni 1939 versuchten zwei NSDAP-Parteigenossen, die Statue von ihrem Sockel zu stoßen. Der Friseurmeister Fritz Rohleder aus der Nachbarschaft hat die Männer jedoch bemerkt und erkannt, so dass sie das Weite suchten. Regierungsbaumeister Richard Fischer zeigte den Vorgang beim Landratsamt Sinsheim an und bat um Strafverfolgung der beiden Übeltäter. Da diese unterblieb und die Madonna außerdem absturzgefährdet war, nahm Friseur Rohleder sie in Verwahrung. Die Figur war stark beschädigt: Kopf, rechter Fuß und rechte Hand waren abgebrochen. Nach 1945 wurde die Statue von Wilhelm Merkle restauriert, der den Kopf wieder aufgesetzt und die fehlende Hand aus Holz ersetzt hat. Anschließend wurde die Figur von Malermeister Hans Lehr neu bemalt. Da der Pfälzer Hof 1954 abgerissen wurde, kam die Statue nicht mehr an ihren alten Platz zurück, sondern verblieb zunächst in Lehrs Werkstatt. Später kam sie in den Bestand des Sinsheimer Stadtmuseums.

## Beschreibung
Die Statue ist aus gelbem Sandstein gefertigt, farbig gefasst und hat eine Höhe von 1,05 Meter. Die Madonna ist im Stil einer Mondsichelmadonna gestaltet. Sie steht auf einer Erdkugel, um die sich eine Schlange mit Apfel im Maul windet. Der rechte Fuß der Madonna zertritt den Kopf der Schlange, der linke Fuß ruht auf einer Mondsichel. Die Madonna trägt ein blaues Kleid mit einem lose darübergeworfenen roten Überkleid. Im Haar hat sie eine Sternblume. Ihre linke Hand hat sie an die Brust geführt, mit der rechten Hand hält sie einen Lilienstengel.